# Fort de Sant Pere Màrtir
El Fort de Sant Pere Màrtir és un antic fort militar situat a la muntanya de Sant Pere Màrtir. Arrasat modernament, sols se'n veuen restes de fonamentacions. Està declarat com a bé cultural d'interès nacional del municipi d'Esplugues de Llobregat (Baix Llobregat). A la mateixa muntanya hi ha la Bateria antiaèria de Sant Pere Màrtir.

## Història
La muntanya de Sant Pere Màrtir, antigament anomenada Puig d'Ossa, rebé el nom actual d'una ermita que fou erigida a principis del segle xvii pels dominicans de Santa Caterina. La imatge del sant que hi havia va ser traslladada a Esplugues abans del 1792. Durant la Guerra dels Segadors el lloc va ser fortificat i el 1652 el mariscal Philippe de La Mothe s'hi feu fort per a socórrer Barcelona. També fou escenari de lluita en la Guerra de Successió Espanyola i en la Guerra del Francès. En la primera Guerra Carlina s'hi establí un telègraf òptic per establir comunicació de Barcelona a Martorell. Els militars hi feren algunes reformes el 1854 i ocuparen l'edifici en 1855-56, però després l'arruïnaren i l'abandonaren.